# Myotis stalkeri
Myotis stalkeri is een zoogdier uit de familie van de gladneuzen (Vespertilionidae). De wetenschappelijke naam van de soort werd voor het eerst geldig gepubliceerd door Thomas in 1910.

## Voorkomen
De soort komt voor in Indonesië.